# 춘도국민학교
춘도국민학교(椿島國民學校)는 대한민국 울산광역시 울주군 온산읍 방도리 205-1에 위치했던 국민학교(지금의 초등학교)로, 1991년에 폐교되었다.

## 현황
- 지역 : 울산광역시 울주군 온산읍 방도리 205-1
- 추진유형 : 본교폐지
- 폐교당시 학급 수 : 8학급
- 폐교당시 학생 수 : 279명
- 자료보유기관 : 울산광역시강남교육지원청
- 추진일 : 1991년

## 개요
춘도국민학교의 전신은 목도공립심상소학교라는 일본인 학교였다. 일제강점기에 조선에 거주하던 일본인들이 학교조합을 만들고 설립한 심상소학교 중 하나로, 온산면과 청량면에 거주하던 일본인들이 목도학교조합을 만들어 1933년 2월 10일에 온산면 방도리에서 목도공립심상소학교로 설립하였다. 규모는 1학급으로 울산에 있었던 심상소학교 중 가장 작았고, 고등과는 없었다.
1945년 8월 15일 광복과 함께 폐교되었다가, 미군정이 10월에 인수하여 1946년 4월 1일에 춘도국민학교로 이름을 바꾸고 2학급으로 재개교하였다. 재개교 당시에는 온산교 노진태 교장이 겸임하다가 1948년에 초대 홍상곤 교장이 취임하였다.
그러나 온산국가산업단지가 들어서고 환경오염문제가 발생하면서 이주대책사업으로 주민들을 이주시키고, 춘도국민학교는 1991년에 폐교되었다.

## 연혁
- 1933년 2월 10일 목도공립심상소학교 개교
- 1945년 8월 15일 광복과 동시에 폐교
- 1946년 4월 1일 춘도국민학교로 재개교, 온산국민학교 노진태 교장 겸임
- 1948년 초대 홍상곤 교장 취임
- 1974년 4월 온산국가산업단지 건설 시작
- 1980년대 온산병 발병, 주민이주대책사업 실시
- 1991년 3월 1일 주민이주 완료로 폐교